# Digitaria killeenii
Digitaria killeenii là một loài thực vật có hoa trong họ Hòa thảo. Loài này được Vega & Rúgolo mô tả khoa học đầu tiên năm 2002.